# Gregg Semenza
Gregg Semenza (Flushing, Queens, 1956. július 22. –) amerikai orvos és biokémikus, aki elnyerte a 2019-es fiziológiai és orvostudományi Nobel-díjat William Kaelin amerikai orvossal,  valamint Peter Ratcliffe brit orvossal és sejtbiológussal  megosztva „az élet alkalmazkodóképességének kutatásáért”.